# Heterocentrotus trigonarius
Heterocentrotus trigonarius (Lamarck, 1816) è un riccio di mare appartenente alla famiglia Echinometridae.

## Distribuzione
Proviene dalle zone tropicali dell'Indo-Pacifico. In particolare è stato localizzato lungo le coste di Somalia, Kenya, Tanzania, Madagascar, dalle Seychelles, Aldabra e Mauritius.

## Descrizione
È una specie il cui colore può variare dal marrone al rosso molto acceso. Somiglia molto al congenere H. mamillatus. Presenta tre tipi di aculei: la prima serie è molto visibile, allungata e con sezione triangolare, simile a tante matite. Il riccio, però, è difeso anche da una seconda serie di spine, molto meno visibili ma più numerose. Il terzo tipo di aculei è appiattito, a formare tante spatole, e si trova sul lato inferiore. Quest'ultima serie di spine serve all'animale per una miglio presa sulle rocce.
Può presentare un copepode parassita, Clavisodalis heterocentroti.